# پناهگاه صخره‌ای تلمبه ابراهیم جریده
پناهگاه صخره‌ای تلمبه ابراهیم جریده مربوط به دوران فرادیرینه‌سنگی است و در شهرستان استهبان، بخش مرکزی، ۲/۵ کیلومتری شرق شهر ایج، دامنه غربی کوه یال خری واقع شده و این اثر در تاریخ ۱۸ شهریور ۱۳۸۷ با شمارهٔ ثبت ۲۳۴۴۴ به‌عنوان یکی از آثار ملی ایران به ثبت رسیده است.